# Rafael Folch i Andreu
Rafael Folch i Andreu (Montblanc, Conca de Barberà 1881 - Madrid 1960) fou el primer catedràtic d'Història de la Farmàcia d'Espanya i fundador del Museu de la Farmàcia Hispana de Madrid.

## Biografia
Nascut en una casa humil del carrer major de Montblanc, va destacar pels seus estudis que el van portar fins a Madrid. El 1915 va aconseguir la primera càtedra d'Història de la Farmàcia d'Espanya i, mercès a una gran col·lecció personal d'objectes antics de farmàcies, va intentar crear un museu de la farmàcia, però va topar amb moltes traves.
El 1923 va ser nomenat Secretari de la Facultat de Farmàcia i, durant les obres de construcció de la nova ciutat universitària de Madrid, va pressionar per a la implantació del museu de Farmacognosa, Ciències Naturals i Història. El 1935 fou escollit acadèmica de la Reial Acadèmia Nacional de Medicina. Tots els projectes van aturar-se amb l'esclat de la Guerra civil espanyola.
Després de la guerra, va posar totes les seves energies en la reconstrucció de la ciutat universitària de Madrid i en les obres de construcció de la nova escola pública del seu poble natal, Montblanc.
El 1942 ingressà en l'equip de la Facultat el seu fill Guillem Folch i Jou (també catedràtic d'Història de la Farmàcia), que donà l'impuls necessari a l'obra del seu pare; el Museu de la Farmàcia Hispana era inaugurat el 1951 coincidint amb la jubilació del Dr. Rafael Folch i encarregant-se la direcció del museu a Guillem Folch.
D'entre les col·leccions del museu, destaquen més de 1200 peces de ceràmica castellana del segle xiii i ceràmica francesa, italiana, holandes i persa, i una selecció de pots i copes del segle xix.
L'Ajuntament de Montblanc va atorgar el seu nom a l'avinguda on està situat el col·legi públic que ell va ajudar a convertir en realitat. D'aquesta manera, un dels carrers més llargs de la vila s'anomena Avinguda Doctor Folch. També es va instal·lar una placa a la façana de la casa on va néixer el Dr. Folch, al carrer major.

## Estudis farmacològics
Els seus estudis foren pioners a l'Estat i han servit de guia per a molts dels investigadors espanyols del segle xx. Cal destacar:
- Estudios sobre la ciencia española del siglo XVII (1927)
- La Química (1935), assaig del Dr. Folch
- La Química en España durante el Siglo XVII (1935)

Algunes publicacions basades en els seus estudis són:
- Medicamento, historia y sociedad : estudios en memoria del profesor D. Rafael Folch Andreu (1982)
- Los hijos de Hermes de la col·lecció Biblioteca Rafael y Guillermo Folch (2001)
- Rafael Folch Andreu, el Profesor i Don Rafael Folch, Secretario de la Facultad de Farmacia de Madrid de la col·lecció Medicamento, Historia y Sociedad (1982)
- Bibliografía y Documentos Relacionados con el Profesor Rafael Folch Andreu de la col·lecció Catálogo de la Exposición Homenaje al Prof. Rafael Folch (1982)